# Reitnau (Lindau)
Reitnau war der Name einer kurzlebigen Gemeinde, die im Landkreis Lindau (Bodensee) existierte. Sie befand sich nördlich der damals kreisfreien Stadt Lindau (Bodensee). Ihr Gebiet gehört heute zu dieser Stadt.

## Geographie
Reitnau war eine dörflich geprägte Gemeinde. Die Fläche betrug 1174,19 Hektar.

## Ortsteile
Zur Gemeinde zählten die kleineren Ortsteile (zumeist Weiler) Gitzenweiler, Goldschmidsmühle, Greit, Höhenreute, Hugelitz, Humbertsweiler, Lattenweiler, Oberrengersweiler, Sauters, Sulzenmoos, Waltersberg, Bahnholz, Dachsberg (früher Daxberg), Grünlach, Hangnach, Paradies und Sulzenberg (ehemalige Gemeinde Oberreitnau) sowie die Dörfer Bechtersweiler, Rengersweiler, Eggatsweiler, Hörbolz, Dürren, Rickatshofen und die Weiler Hörbolzmühle, Wiesfleck, Unterwaltersberg (ehemalige Gemeinde Unterreitnau).

## Geschichte
Die Gemeinde Reitnau wurde am 1. Juli 1971 durch den Zusammenschluss der bis dahin selbständigen Gemeinden Oberreitnau und Unterreitnau neu gebildet. Bereits am 1. Januar 1976, nach nicht einmal fünf Jahren, wurde sie aufgelöst. Ihr Gebiet wurde in die Stadt Lindau (Bodensee) eingegliedert.